# كارولين هاريس
كارولين هاريس (بالإنجليزية: Carolyn Harris)‏ هي أمينة مكتبة أمريكية، ولدت في 1948، وتوفيت في 1994.